# Dieu vomit les tièdes
Dieu vomit les tièdes è un film del 1991 diretto da Robert Guédiguian.